# Nicola Girasoli
Nicola Girasoli (Ruvo di Puglia, 21 juli 1957) is een Italiaans geestelijke en een diplomaat van de Romeinse Curie.
Girasoli werd op 15 juni 1980 tot priester gewijd. Op 24 januari 2006 werd hij benoemd tot nuntius voor Zambia en Malawi en tot titulair aartsbisschop van Egnazia Appula. Zijn bisschopswijding vond plaats op 11 maart 2006. 
Op 29 oktober 2011 werd Girasoli benoemd tot apostolisch delegaat voor de Antillen en tot nuntius voor Antigua en Barbuda, de Bahama's, Dominica, Grenada, Guyana, Jamaica, Saint Kitts en Nevis, Saint Lucia, Saint Vincent en de Grenadines en Suriname. Op 21 december 2011 werd hij tevens nuntius voor Trinidad en Tobago en Barbados.
Girasoli werd op 16 juni 2017 benoemd tot nuntius voor Peru. Op 2 juli 2022 volgde zijn benoeming als nuntius voor Slowakije.
- International Standard Name Identifier: 0000 0000 3151 4726
- Library of Congress Control Number: n96043851
- Istituto Centrale per il Catalogo Unico: TO0V163494
- Système universitaire de documentation: 103111638
- Virtual International Authority File: 53415233
- WorldCat: E39PBJfrMbQ44xPbRycdmBxMT3